# Sophie Simnett
Sophie Simnett (London, 1997. december 5. –) angol színésznő.
Legismertebb alakítása Skye Hart a 2016 és 2017 között futott The Lodge című sorozatban.
A fentiek mellett a Napkelte című sorozatban is szerepelt.

## Fiatalkora
Simnett Nyugat-Londonban született. A Putney Gimnáziumban érettségizett.

## Pályafutása
Első fontosabb szerepe a 2016-os Mum's List című filmben volt. A tizennyolcadik születésnapján megkapta Skye Hart szerepét a Disney Channeles The Lodge című sorozatában. 2018-ban a Surviving Christmas with the Relatives című filmben szerepelt. 2019-ben szerepelt a Netflix a Napkelte című sorozatában. 2021-ben a Twist című sorozatban szerepelt.

## Filmográfia

### Filmek
| Év   | Magyar cím | Eredeti cím                            | Szerep        | Magyar hang |
| ---- | ---------- | -------------------------------------- | ------------- | ----------- |
| 2021 |            | Twist                                  | Red           |             |
| 2018 |            | Surviving Christmas with the Relatives | Bee           |             |
| 2016 |            | Mum's List                             | Kate fiatalon |             |

### Televíziós szerepek
| Év        | Magyar cím           | Eredeti cím | Szerep             | Megjegyzések                           |
| --------- | -------------------- | ----------- | ------------------ | -------------------------------------- |
| 2019      | Napkelte             | Daybreak    | Samaira "Sam" Dean | főszereplő magyar hangja Földes Eszter |
| 2018      |                      | Poldark     | Andromeda Page     | 2 epizód                               |
| 2017      |                      | Ransom      | Sofia Bonnar       | 1 epizód                               |
| 2017      | Oxfordi gyilkosságok | Endeavour   | Pippa Leyton       | 2 epizód                               |
| 2016–2017 | The Lodge            | The Lodge   | Skye Hart          | főszereplő magyar hangja Csifó Dorina  |
| 2016      |                      | The Five    | Scarlett           | 2 epizód                               |
| 2015      |                      | Dedlock     | Dedlock unokahúga  | 1 epizód                               |